# Elio-4 superfluido
Elio-4 superfluido è la forma superfluida dell'Elio-4, un isotopo dell'Elio. Un superfluido è uno stato della materia in cui un fluido ha viscosità nulla. La sostanza appare come un liquido normale, ma l'assenza di viscosità comporta che il flusso attraverso sottili capillari è apparentemente indipendente dalla differenza di pressione come previsto dalla legge di Poiseuille per i fluidi viscosi in regime laminare. Non solo, apparentemente, riesce ad attraversare fori molto sottili che rappresentano un ostacolo insormontabile per i fluidi viscosi.
Conosciuto come il principale aspetto nello studio di idrodinamica quantistica e dei fenomeni quantistici macroscopici, la superfluidità è stata scoperta da Pyotr Kapitsa contemporaneamente a J. F. Allen e D. Misener nel 1937. Il fenomeno attualmente viene descritto mediante teorie microscopiche fenomenologiche. La formazione di superfluido si sa essere dovuta alla formazione del condensato di Bose-Einstein. La cosa è facilmente verificabile sperimentalmente in quanto la temperatura a cui si manifesta la superfluidità dell'Elio-4 è di gran lunga più alta di quella per cui si manifesta nell'Elio-3.
Ogni atomo di Elio-4 è un bosone, in quanto ha spin eguale a 0. Al contrario l'Elio-3 è un fermione, e forma bosoni solo se gli atomi di Elio-3 si accoppiano, con un processo simile all'accoppiamento degli elettroni nella superconduttività.
Nel 1947 Onsager previde l'esistenza di vortici quantizzati nell'elio superfluido che furono trovati sperimentalmente tre anni dopo. Nel 1964 vengono trovati anelli di vortici quantizzati. L'effetto Josephson, una proprietà dei supeconduttori, si ha anche nell'Elio-4 superfluido
.

## Proprietà

Fig. 1. Diagramma di fase dell' ⁴He. In questo diagramma di fase è mostrata la linea λ (linea rossa a destra della linea vi è il fluido normale).

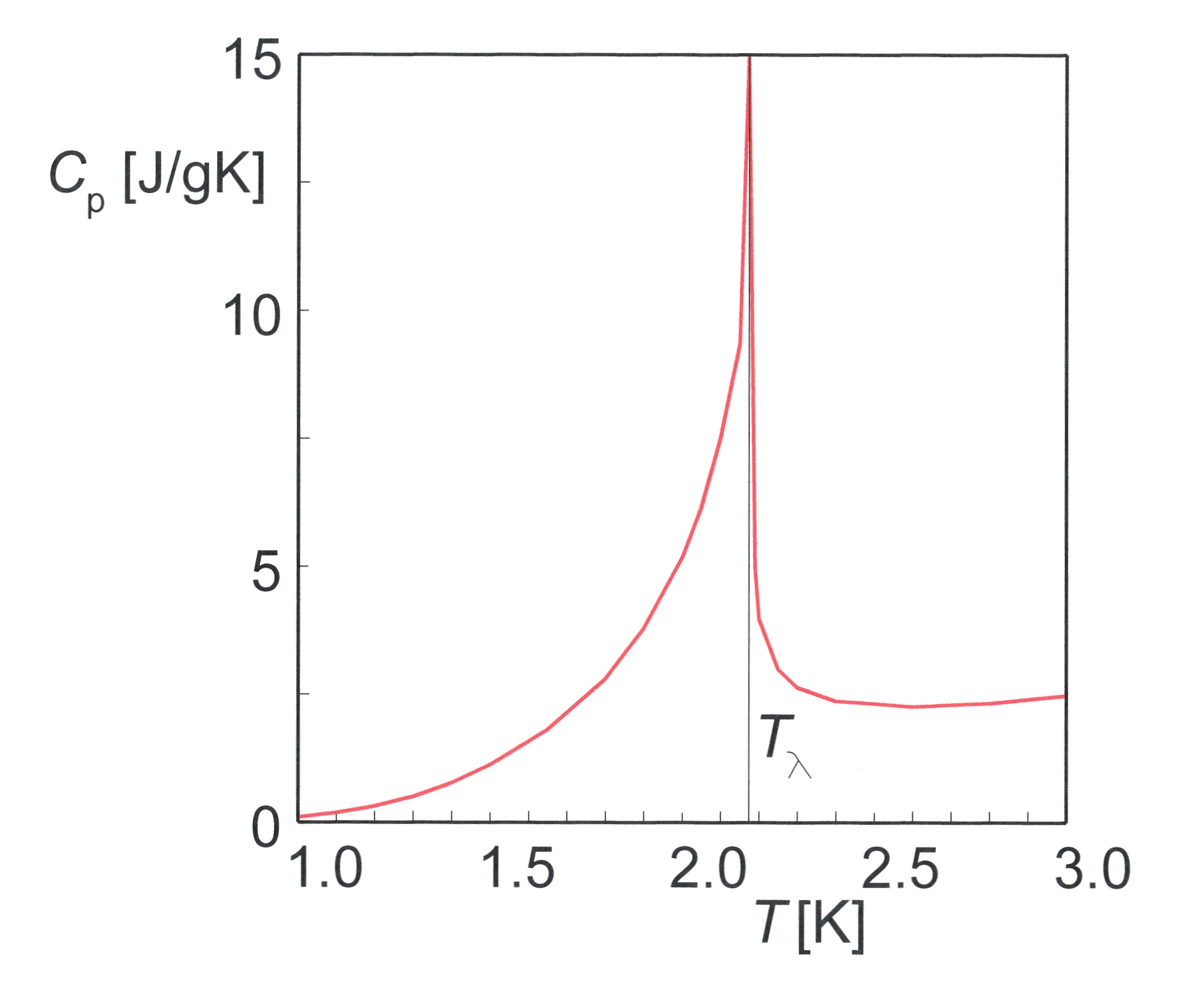
Fig. 2. Calore specifico dell'^{4}He liquido alla pressione di saturazione in funzione della temperatura. Il picco a T=2.17 K identifica la transizione di fase del secondo ordine detta λ.

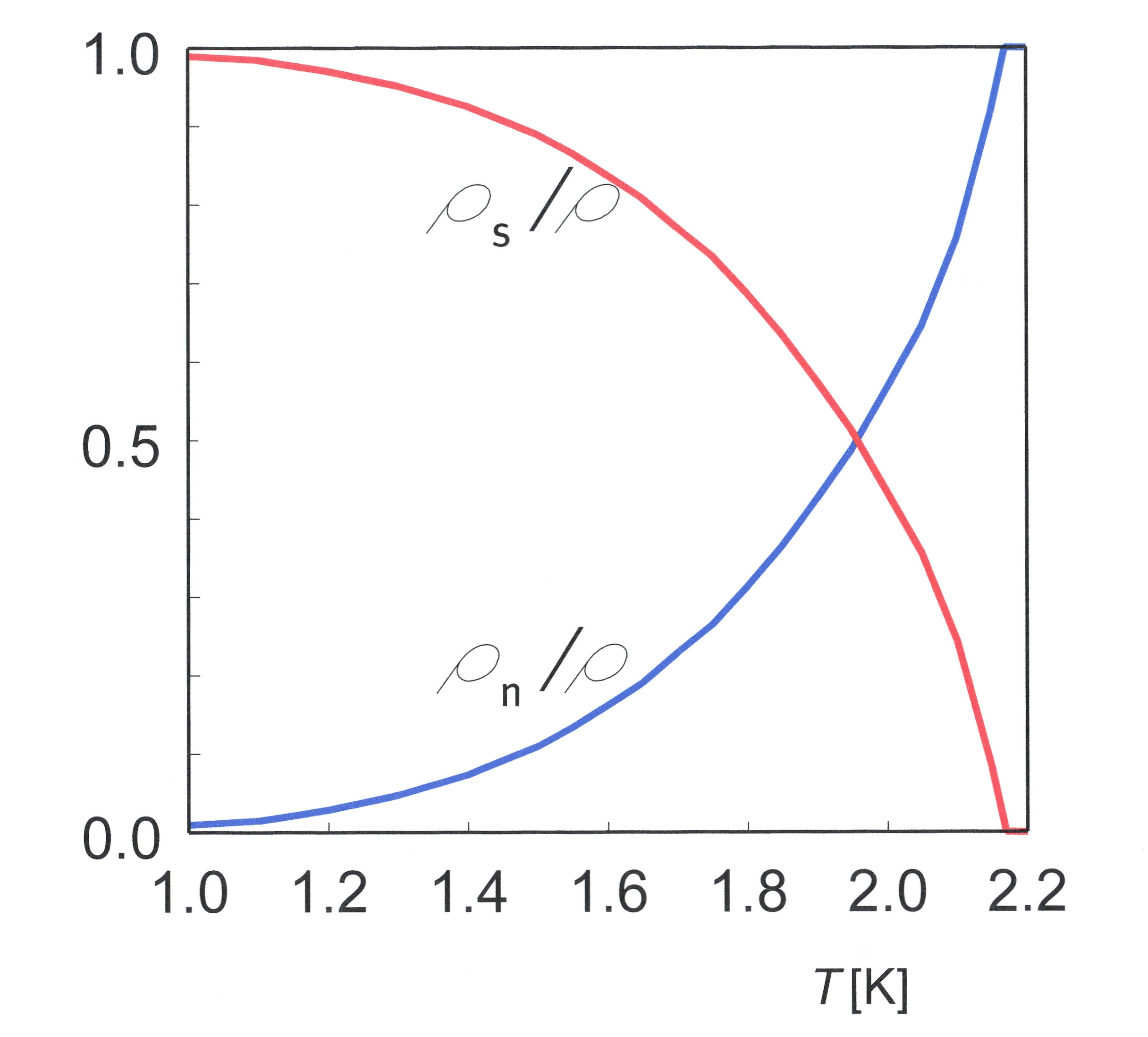
Fig. 3. Dipendenza con la temperatura delle componenti relative di superfluido and normale ρ_{n}/ρ and ρ_{s}/ρ.

In Figura 1 viene mostrato il diagramma di fase dell'4He. È un diagramma pressione-temperatura (p-T) dove è mostrata la linea di liquefazione che separa la fase solida da quella liquida 
e la linea di vapor saturo che separa la fase liquida da quella gassosa. Questa linea finisce con il punto critico dove non vi è più differenza tra liquido e gas. Il diagramma mostra come l'elio ha la singolare proprietà di essere liquido anche allo zero assoluto. 4He diventa solido solo a pressioni maggiori 2.5 MPa (25 bar). Nella figura in rosso è mostrata anche la linea λ che separa due regioni fluide indicate come He-I e He-II. Nella regione
He-I l'elio si comporta come fluido normale, nella regione He-II l'elio è superfluido.
Il nome linea lambda deriva dal fatto che il grafico del calore specifico in funzione della temperatura ha una forma che ricorda la lettera λ dell'alfabeto greco. La figura 2 riporta la misura del calore specifico dell'elio liquido.
Si noti che l'anomalia del calore specifico che caratterizza l'elio superfluido sia stata trovata prima che si fosse scoperta la superfluidità dell'elio stesso.
Al di sotto della linea lambda il liquido può essere descritto mediante il cosiddetto modello a due fluidi. Infatti si comporta come se fosse costituito di due componenti: una componente normale, che si comporta come un fluido normale, e una componente superfluida con viscosità nulla ed entropia nulla. Il rapporto delle densità delle due componenti ρn/ρ e ρs/ρ, con ρn (ρs) rispettivamente la densità della componente normale (superfluido), e ρ (la densità totale), dipende dalla temperatura come è mostrato in figura 3. Al diminuire della temperatura, la componente relativa di superfluido aumenta e al di sotto di 1 K vi è praticamente solo superfluido.
È possibile creare onde di fluido normale e quindi anche di superfluido in quanto ρn + ρs = costante. Queste onde hanno entropia dovute al fluido normale, l'entropia del superfluido è nulla. Queste onde di fluido normale e superfluido sono chiamate secondo suono per distinguerlo dalle onde acustiche che sono onde di densità di massa. La velocità del secondo suono dipende fortemente dalla temperatura, al contrario del primo suono.

Fig. 4. Helium II scivola sulla superficie verticale fino a rendere il livello interno del liquido eguale a quello esterno.

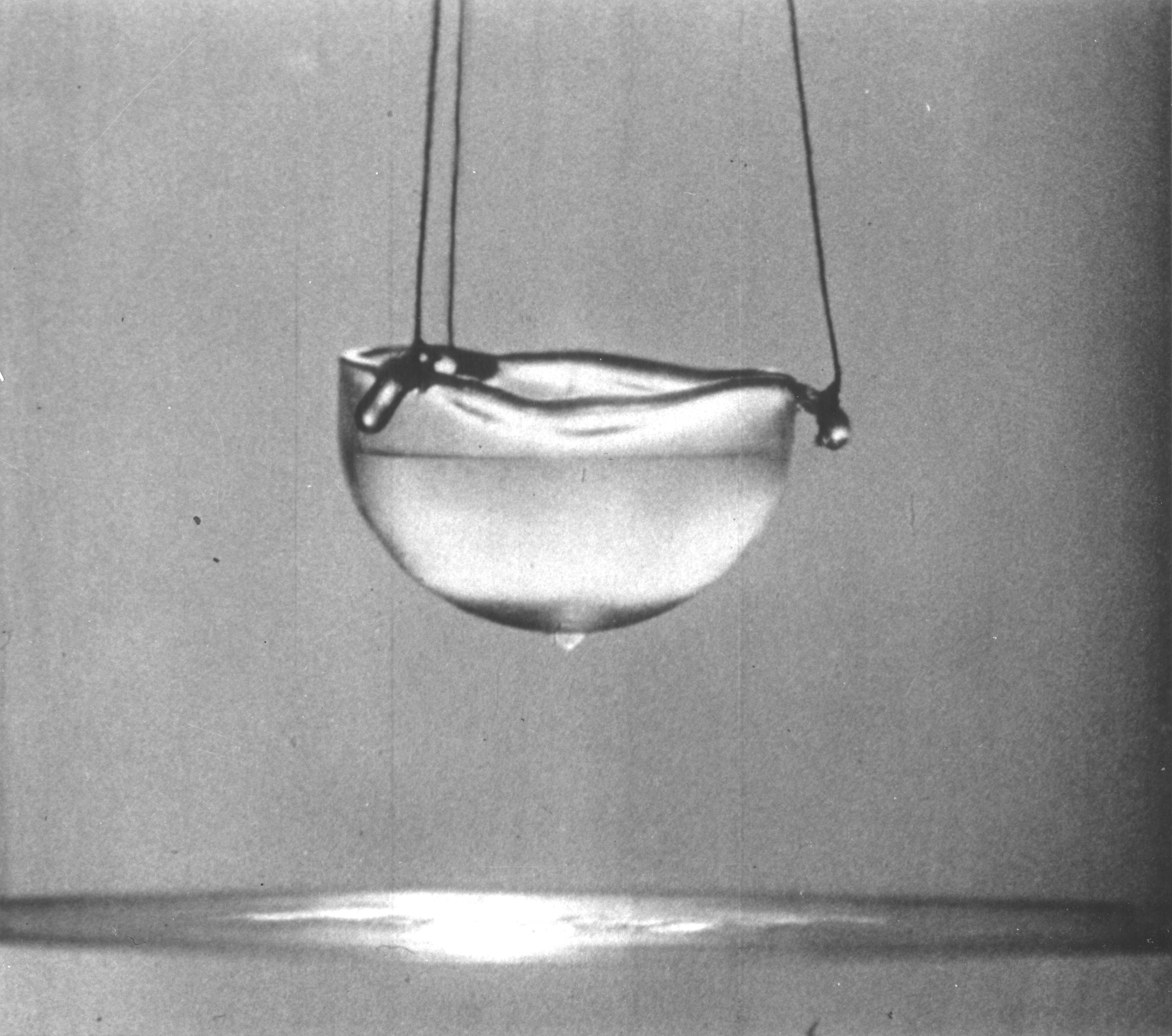
Fig. 5. L'elio liquido è nella fase di superfluido. Fino a quando rimane superfluido risale sotto forma di film la superficie del contenitore, formando una goccia che cade nel liquido sottostante. Subito si forma un'altra goccia e così via fino a svuotare completamente il contenitore.

## Flusso dei film
A causa della tensione superficiale molti liquidi comuni, come l'alcol o il petrolio, fluiscono nelle fessure per capillarità, limitati dalla loro viscosità. Anche l'elio liquido ha questa proprietà, ma nel caso dell'He-II il flusso non viene limitato dalla viscosità ma dalla velocità critica che è circa 20 cm/s. Una tale velocità è abbastanza elevata tanto che l'elio superfluido può addirittura risalire le pareti del contenitore, fino ad arrivare al bordo e riscendere fino al livello dell'interno e quindi se vi è un dislivello tra interno ed esterno viene rapidamente annullato da questo effetto. La figura 4 mostra schematicamente il processo.
In un contenitore, sollevato al di sopra del livello del liquido, si osserva che questo film forma nella parte inferiore esterna delle gocce ben visibili in fig.5. Bisogna aggiungere che il flusso attraverso membrane con porosità in scala nanometrica si interrompe se il diametro dei pori è minore di 0.7 nm (cioè tre volte il diametro classico dell'atomo di elio), questo limite suggerisce che le proprietà idrodinamica dell'Elio derivano da una scala maggiore di quelle di un liquido classico.

## Idrodinamica del superfluido
La equazione del moto della componente superfluida, in una forma semplificata è data dalla seconda legge della dinamica:
{\displaystyle {\vec {F}}=M_{4}{\frac {\mathrm {d} {\vec {v}}_{s}}{\mathrm {d} t}}}
Dove M4 è la massa dell'4He e {\displaystyle {\vec {v}}_{s}} è la velocità della componente superfluida.
La derivata nel tempo determina la velocità con cui aumenta la velocità a causa della forza agente. Nel caso del superfluido 4He nel campo gravitazionale è data da:
{\displaystyle {\vec {F}}=-{\vec {\nabla }}(\mu +M_{4}gz)}
Dove μ è il potenziale chimico molare, g la accelerazione gravitazionale e z la coordinata verticale. Quindi unendo (1) e (2):
{\displaystyle M_{4}{\frac {\mathrm {d} {\vec {v}}_{s}}{\mathrm {d} t}}=-{\vec {\nabla }}(\mu +M_{4}gz)\qquad {\mathit {(1)}}}
Tale equazione vale solo se vs è più piccolo di un valore critico che dipende dal diametro del capillare
In meccanica classica le forze se conservative sono il gradiente di un'energia potenziale. L'ultima equazione data, si che la forza contiene un termine dovuto al gradiente del potenziale chimico. Questa è l'origine delle particolari proprietà dell'He-II

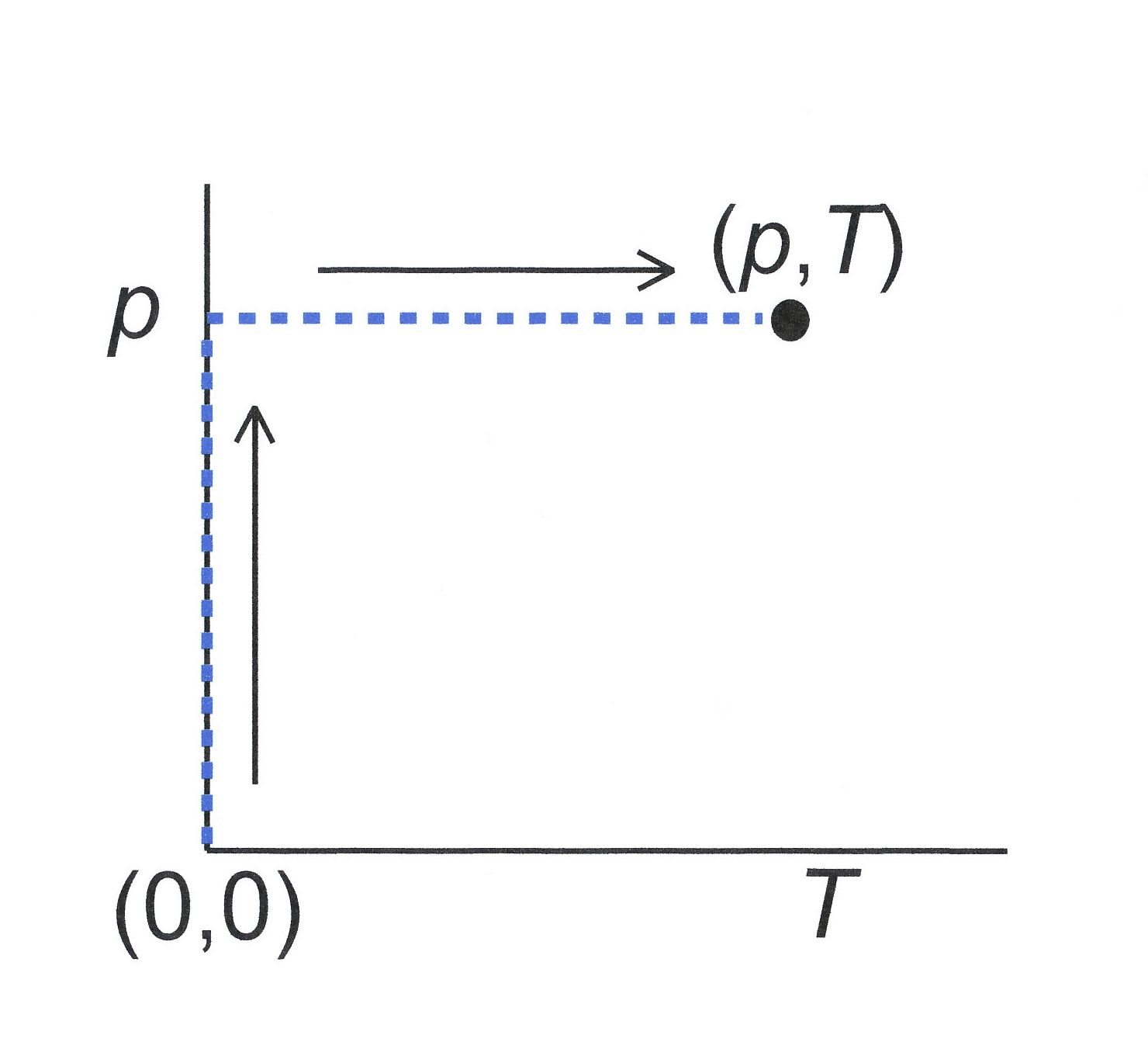
Fig. 6. Cammino di integrazione per determinare μ per arbitrari p e T.

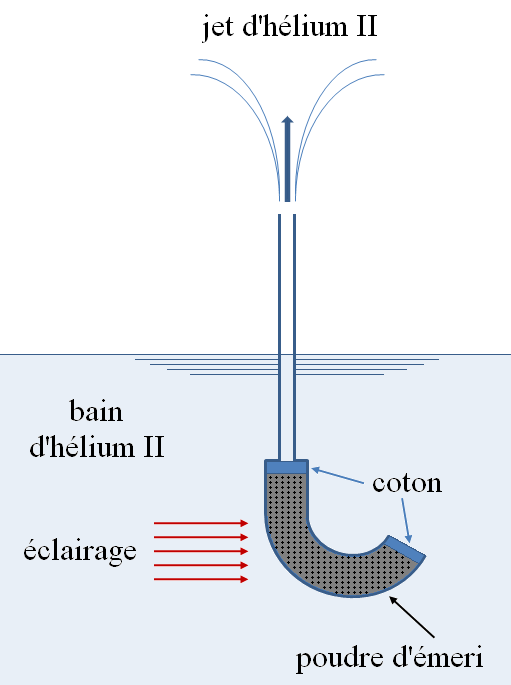
Fig. 7. Dimostrazione dell'effetto fontana. Un tubo capillare è posto dentro un superfluido, la parte immersa contiene della polvere sottile (poudre d'emerì) trattenuta da cotone, scaldando mediante una sorgente luminosa (eclairage), l'elio esce dall'altro estremo come il getto di una fontana.

come l'effetto fontana.

## Pressione di fontana
Dalle relazioni di Maxwell il differenziale del potenziale chimico può essere espresso come:
{\displaystyle \mathrm {d} \mu =V_{m}\mathrm {d} p-S_{m}\mathrm {d} T\qquad {\mathit {(2)}}}
dove Sm è l'entropia di una mole e Vm il volume molare. Da questa equazione può essere ricavato il valore di μ(p,T) eseguendo un integrale lungo una linea nel piano p-T. Prima integriamo dall'origine  (0,0) a (p,0), cioè a T =0. Poi integriamo da  (p,0) a (p,T), quindi a pressione costante (vedi figura 6). Nella prima parte dell'integrale dT=0 e nella seconda dp=0. Da questa equazione otteniamo
{\displaystyle \mu (p,T)=\mu (0,0)+\int _{0}^{p}V_{m}(p^{\prime },0)\mathrm {d} p^{\prime }-\int _{0}^{T}S_{m}(p,T^{\prime })\mathrm {d} T^{\prime }\qquad {\mathit {(3)}}}
Se consideriamo il caso di solo interesse in cui p è piccola e di conseguenza il volume molare Vm è praticamente costante.
{\displaystyle \int _{0}^{p}V_{m}(p^{\prime },0)\mathrm {d} p^{\prime }=V_{m0}p\qquad {\mathit {(4)}}}
dove Vm0 è il volume molare del liquido allo zero assoluto T =0 e a pressione nulla p =0. L'altro terminedi equazione (3) 
Quindi il secondo termine della equazione (3) può anche scriversi come prodotto di Vm0 e una grandezza pf che ha le dimensioni di una pressione:
{\displaystyle \int _{0}^{T}S_{m}(p,T^{\prime })\mathrm {d} T^{\prime }=V_{m0}p_{f}\qquad {\mathit {(5)}}}
La pressione pf è chiamata la pressione di fontana. Il suo valore può essere ricavata dall'entropia dell'4He, ricavabile direttamente dalla misura del calore specifico. Per T =Tλ la pressione di fontana è pari 69 kPa (0.692 bar). Poiché la densità dell'elio liquido è di 125 kg/m3 e g = 9.8 m/s2: la pressione fontana determina al punto lambda una colonna alta ben 56 m!. Per questa ragione in molti esperiementi l'effetto fontana determina condizioni dinamiche dell'elio più appariscenti di quelle dovute alla gravità.
Con le equazioni (4) e (5) sostituite nella (3) si ottiene:
{\displaystyle \mu (p,T)=\mu _{0}+V_{m0}(p-p_{f})\qquad {\mathit {(6)}}}
Sostituendo l'equazione (6)  in (1) si ha:
{\displaystyle \rho _{0}{\frac {\mathrm {d} {\vec {v}}_{s}}{\mathrm {d} t}}=-{\vec {\nabla }}(p+\rho _{0}gz-p_{f})\qquad {\mathit {(7)}}}
con ρ₀ = M4/Vm0 la densità dell'4He a zero pressione e allo zero assoluto.
L'equazione (7) esprime il fatto che la componente superfluida è accelerata dal gradienti della pressione e del campo gravitazionale, come è comune, ma anche dal gradiente della pressione di fontana.
In figura 7 viene dimostrato l'effetto fontana. Un tubo capillare è posto dentro un superfluido, la parte immersa contiene della polvere sottile che rappresenta un superforo (in genere denominato in inglese come superleak), cioè una porosità che rappresenta un ostacolo insormontabile per un fluido normale a causa della viscosità, ma che è invece attraversato facilmente dal superfluido. Scaldando mediante una sorgente luminosa (eclairage) la pressione di fontana fa uscire un getto di liquido.
L'equazione (5) è una semplice identità matematica, ma in alcuni casi la pf si manifesta come una pressione reale.
L'effetto fontana ha un'applicazione pratica nella circolazione dell'3He nei refrigeratori a diluizione

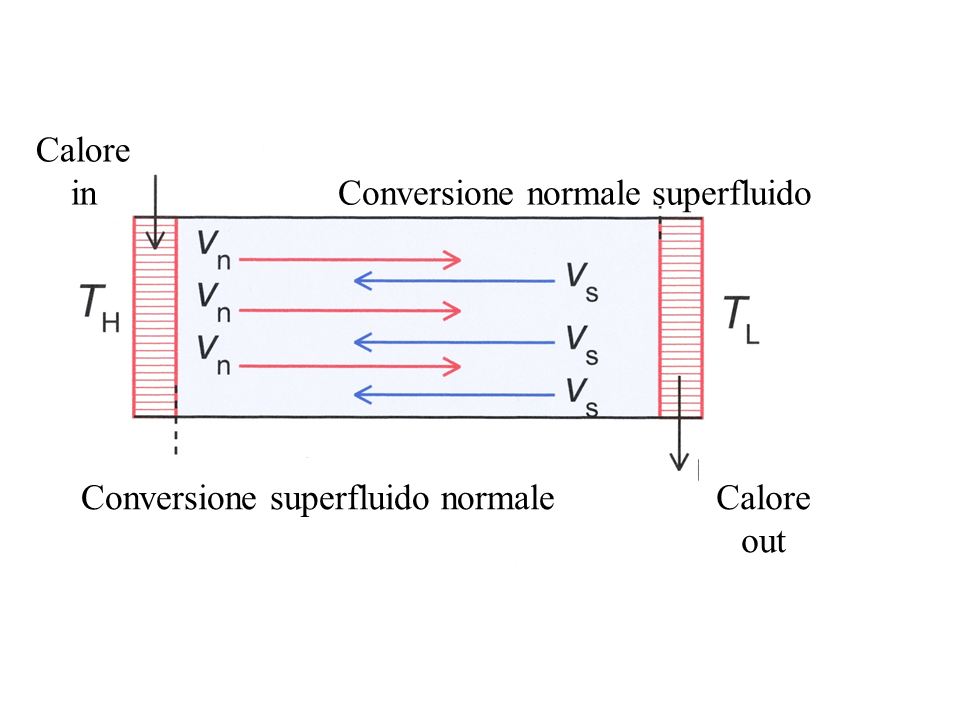
Fig. 9. Trasporto del calore mediante controflusso delle componenti normali e superfluide dell'He-II

.

## Trasporto del calore
La figura 9 mostra uno schema di esperimento di conduzione tra due parti a temperatura TH (alta) e TL (bassa) connesse da tubo riempito di He-II. Quando entra del calore nella parte calda si crea una pressione determinata dalla equazione (7). Questa pressione trascina la componente normale dalla parte calda alla parte fredda secondo l'equazione:
{\displaystyle \Delta p=-\eta _{n}Z{\dot {V}}_{n}\qquad {\mathit {(8)}}}
Dove ηn è la viscosità della componente normale,  Z è un fattore geometrico, mentre {\displaystyle {\dot {V}}_{n}} è il flusso volumetrico. Il flusso di fluido normale è bilanciato dal flusso di superfluido dalla parte fredda alla calda (in maniera da mantenere costante la densità). Agli estremi si ha la conversione da normale a superfluido e viceversa. Per questa ragione il calore è trasportato non per conduzione ma mediante convezione. Questo tipo di trasporto del calore è molto efficace, e per questa ragione la conducibilità termica dell'He II può essere molto migliore che i migliori materiali. La situazione è simile ai condotti termici dove il calore è portato via dalla conversione liquido-gas. La grande conducibilità termica dell'He-II è utilizzata per stabilizzare i grandi magnetici ad esempio quelli di LHC al CERN. Notiamo come il meccanismo funzioni in maniera ottimale se nell'He-II sono presenti entrambe le componenti superfluido e normale. Quindi a temperatura molto bassa in cui non vi è più fluido normale la conducibilità dell'He-II va a zero e si comporta come un perfetto isolante termico.

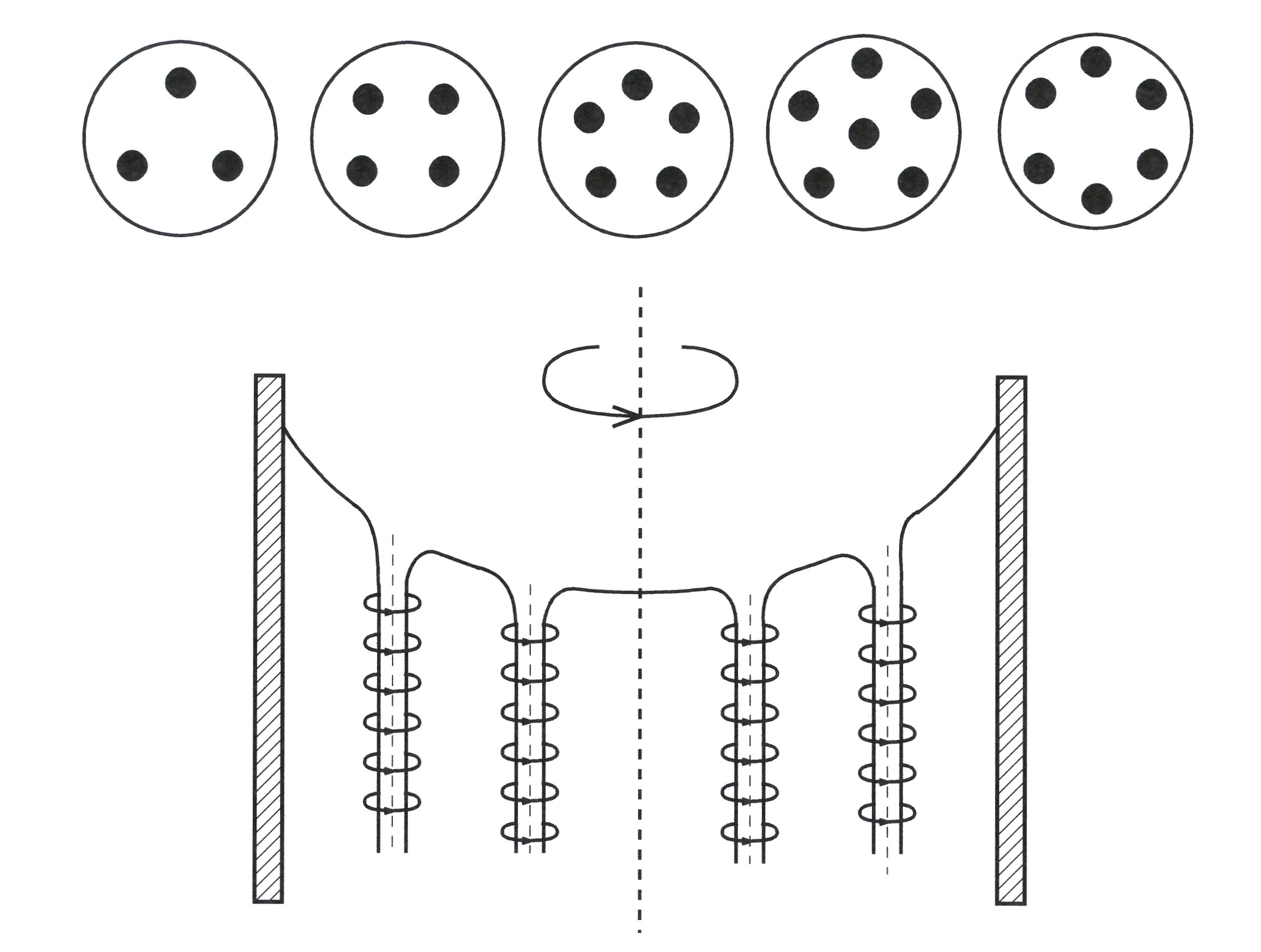
Fig. 10. Figura in basso: sezione di una colonna di superfluido che ruota attorno all'asse verticale. Lower part: vertical cross section of a column of superfluid helium rotating around a vertical axis. Figura in alto: vista dall'alto della superficie dove si vedono le strutture della parte centrale dei vortici. Da sinistra a destra la velocità di rotazione aumenta e di conseguenza aumenta la densità delle linee vorticali.

## Vortici quantizzati
Un'altra proprietà del superfluido si ha se un superfluido è messo dentro un recipiente che ruota. Invece di ruotare uniformemente con il contenitore, lo stato di rotazione consiste di vortici quantizzati. Quindi se il contenitore ruota al di sotto della prima velocità critica angolare, il liquido rimane stazionario. Una volta che la prima velocità angolare viene superata si forma prima un vortice e al crescere n. Il momento angolare di ogni vortice è quantizzato, questo significa che il momento angolare:
{\displaystyle m_{4}\oint {\vec {v}}_{s}\cdot \mathrm {d} {\vec {s}}=nh}
dove {\displaystyle h} è la costante di Planck, {\displaystyle m_{4}} è la massa degli atomi di He-4 ed {\displaystyle n} è un numero intero.
Al contrario nei fluidi normali i vortici non sono quantizzati. Se velocità di rotazione aumenta di molto si formano un numero numeroso di vortici che si dispongono in maniera regolare, in una maniera simile ai reticoli vortici di Abrikosov nei superconduttori del II tipo. Nel 2006 un gruppo dell'Università del Maryland ha visualizzato i vortici quantizzati usando come tracciatori particelle minuscole formate da idrogeno solido.

## Teoria

### Modello dei due fluidi di Tisza
La prima formulazione della cosiddetta teoria dei due fluidi è dovuta a Tisza ispirato dal lavoro di F. London che aveva compreso che la transizione all'He-II era dovuta alla condensazione di Bose-Einstein. La teoria fu perfezionata Landau che formulò una teoria fenomenologica semi-microscopica della superfluidità del Elio-4 che gli valse il premio Nobel in fisica nel 1962. Presupponendo che i fononi (vibrazioni acustiche) sono le più importanti eccitazioni nell'elio-4 a bassa temperatura, egli mostrò che l'elio-4 che fluisce in un tubo non dovrebbe creare eccitazioni se la velocità del flusso è minore della velocità del suono. In questo modello la velocità del suono è la velocità critica al di sopra della quale la superfluidità è distrutta. In realtà sappiamo attualmente che la velocità critica dell'elio-4 è inferiore alla velocità del suono, ma l'esistenza di una velocità critica è il punto focale del problema. Landau mostrò che oltre alle onde acustiche erano possibili anche altre eccitazioni determinando la relazione di dispersione tra energia e quantità di moto delle eccitazioni possibili.
Dalla quantità di moto e dalla velocità flusso delle eccitazioni si ricava la densità del cosiddetto fluido normale, tale densità è nulla allo zero assoluto e aumenta con la temperatura, fino alla cosiddetta temperatura lambda, in cui la densità del fluido normale è pari alla densità totale e quindi l'elio non è più superfluido.
Per spiegare i dati preliminari del calore specifico dell'elio-4 superfluido, Landau ipotizzo l'esistenza di un tipo di eccitazioni che chiamò rotoni diverse dai fononi. Quando però si ebbero migliori dati sperimentali, Landau corresse la teoria mostrando che i rotoni non erano delle eccitazioni diverse dai fononi ma era solamente una branca ad alta quantità di moto.
La teoria di Landau non è una teoria microscopica della componente superfluida dell'elio liquido. Il primo tentativo di creare una teoria microscopica della componente superfluida è dovuta prima a London e in seguito Tisza. In seguito, furono proposti altri modelli microscopici. Obiettivo principale era quello di derivare il potenziale tra le particelle di atomi di elio nello stato superfluido dai primi principi della meccanica quantistica. Tutti i modelli finora proposti non sono ancora soddisfacenti.

### Modello a vortici di anelli
Landau pensava che la vorticità entrasse nel superfluido attraverso superfici vorticose, il problema era che tali superfici vorticose era instabili. Si deve a
Lars Onsager e, in seguito indipendentemente a Richard Feynman che la vorticità entra con linee vorticali quantizzate. Si deve al loro contributo l'idea dei vortici quantizzati. 
Arie Bijl nel 1940
e Richard Feynman nel 1955, sviluppò una teoria microscopica per i rotoni, che erano stati misurati mediante scattering anelastico di neutroni da Palevsky. In seguito, Feynman ammise che questo modello spiegava solo qualitativamente i dati sperimentali.

### Modello a sfere dure
Il modello è basato sulla forma più semplice di interazione tra atomi di elio nella fase superfluida: le sfere dure
. Con questo modello viene riprodotta la relazione di dispersione famosa di Landau con i rotoni.

### Modello con complesso gaussiano
Questo è un approccio con due scale di lunghezze che descrive la componente superfluida dell'elio-4. Il modello consiste di due modelli nidificati mantenuti insieme da uno spazio parametrico. La parte con lunghezza d'onda inferiore descrive la struttura interna del fluido (la parte meno compressibile costituita da pochi atomi) utilizzando una modifica non lineare della equazione di Schrödinger, la cosiddetta equazione di Schrödinger logaritmica; viene derivato che la densità della parte interna ed il potenziale tra le particelle hanno un comportamento quasi gaussiano. La parte di lunghezza d'onda maggiore è la parte a molti corpi quantistica del sistema che interviene per spiegare la dinamica e l'interazione a grande scala. Questo modello in realtà descrive bene le tre eccitazioni trovate sperimentalmente: fononi, rotoni e maxoni. La teoria con un solo parametro
libero e riproduce con grande accuratezza la relazione di dispersione di Landau, la velocità del suono ed il fattore di struttura statico, cioè la funzione che si ricava da misure di scattering sull'elio-4 superfluido.
This is a two-scale apprach which describes the superfluid component of liquid helium-4.
Questo modello utilizza la teoria dei liquidi quantistici di Bose con non linearità logaritmiche tali teorie studiano sistemi quantistici aperti e quindi dissipativi.

## Elio4 ed Elio-3 superfluidi
Sebbene la fenomenologia degli strati superfluidi dell'elio-4 ed elio-3 siano molto simili, i dettagli microscopici sono molto differenti. Gli atomi di elio-4 sono bosoni e la superfluidità è una conseguenza diretta della statistica di Bose-Einstein a cui sono soggetti. In maniera più specifica, la superfluidità dell'elio-4 è l'effetto della condensazione di Bose-Einstein in sistemi interagenti. Al contrario, gli atomi di elio-3 sono fermioni e la transizione a superfluido in tale sistema è descritta dalla generalizzazione della teoria BCS della superconduttività. In tale generalizzazione, le coppie di Cooper sono formate dagli atomi di elio-3 invece che dagli elettroni, l'interazione attrattiva è mediata da fluttuazione degli spin invece che dai fononi: quindi è un condensato di fermioni. Una descrizione unificata della superconduttività e superfluidità è possibile in termini di rottura spontanea di simmetria.